# Западносахарская кухня

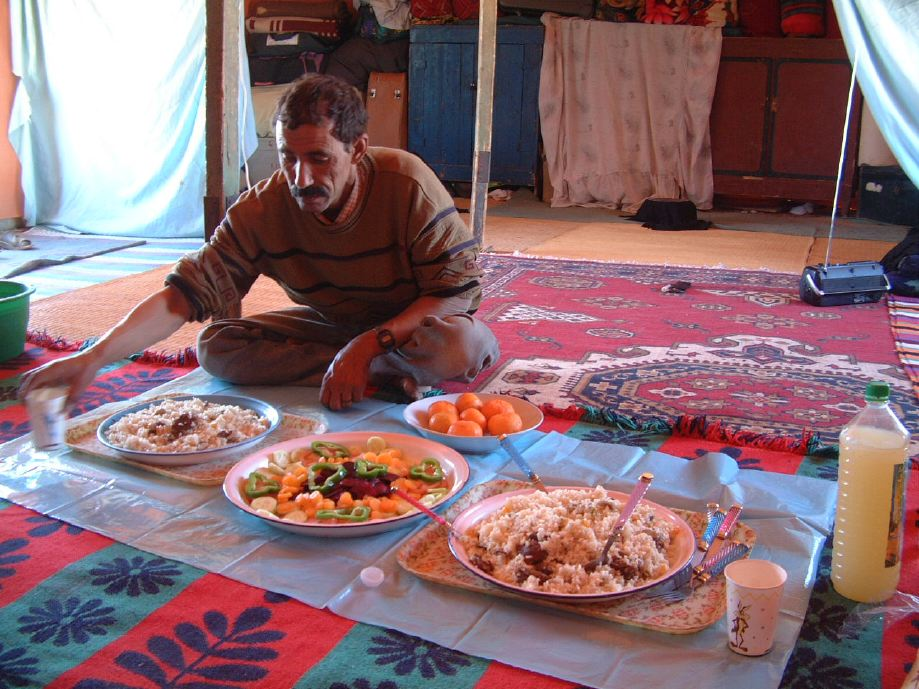
Блюда западносахарской кухни

Западносахарская кухня — национальная кухня Западной Сахары, спорной территории в регионе Магриб в Северной Африке, граничащей с Марокко на севере, Алжиром на крайнем северо-востоке, Мавританией на востоке и юге и Атлантическим океаном на западе. Кухня Западной Сахары имеет несколько влияний, так как население этой области (сахарави) в большинстве своём имеет арабское и берберское происхождение. Кухня Сахары также находится под влиянием испанской кухни из-за испанской колонизации.

Расположение Западной Сахары

Продовольствие в основном импортируется в Западную Сахару, поскольку минимальное количество осадков на территории препятствует сельскохозяйственному производству. К коренным источникам пищи относятся рыбная ловля и кочевое скотоводство. Труд и бизнес в этих местных продуктах питания также являются основным источником дохода для населения территории и одними из основных вкладчиков в экономику Западной Сахары. 
Основным продуктом питания является кускус, который так или иначе сопровождает все пищевые блюда. Влияние южной кухни делает арахис сопровождением некоторых блюд.

Из мяса народ сахрави предпочитает верблюдов и коз, иногда ест баранину; свинина не употребляется в пищу, поскольку она не является халяльной. Некоторые племена в целом славятся выращиванием пшеницы, ячменя и злаков.

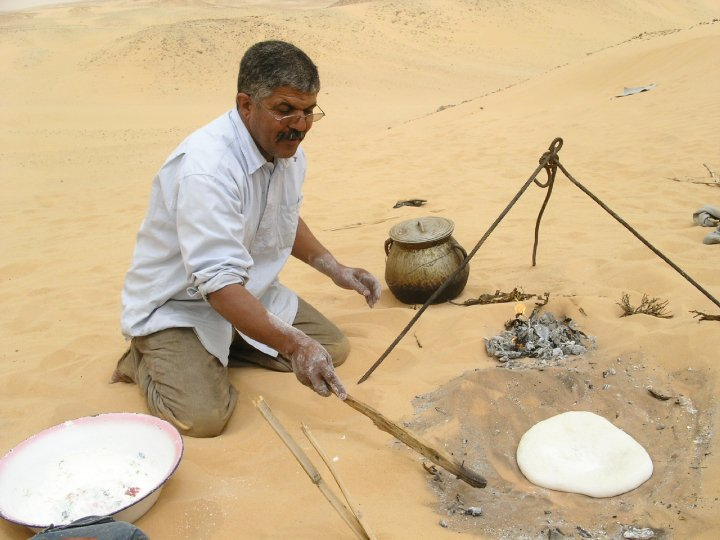
Сахарский хлеб

## Общие продукты и блюда
Будучи почти полностью кочевыми, диета народа сахарави основывалась в основном на мясе, молоке и молочным продуктам. Прибрежные племена добавляли в этот рацион рыбные блюда, рис и прочее.
- Кускус — мучная паста с мясом и овощами[2][3];
- Таджин — мясо верблюда[4][5][6], приготовленное исключительно из одногорбых верблюдов;
- Козлятина[5];
- Мейфриса — традиционное блюдо региона.  Это рагу, приготовленное из мяса кролика, баранины или верблюда, лука и чеснока, которое подается поверх пресного хлеба, приготовленного на песке[7];
- Эззмит — крупы;
- Эль айч — каши с молоком;
- Арроз кон пескадо (Arroz con pescado);
- Различные виды жаркого.

Приготовление хлеба
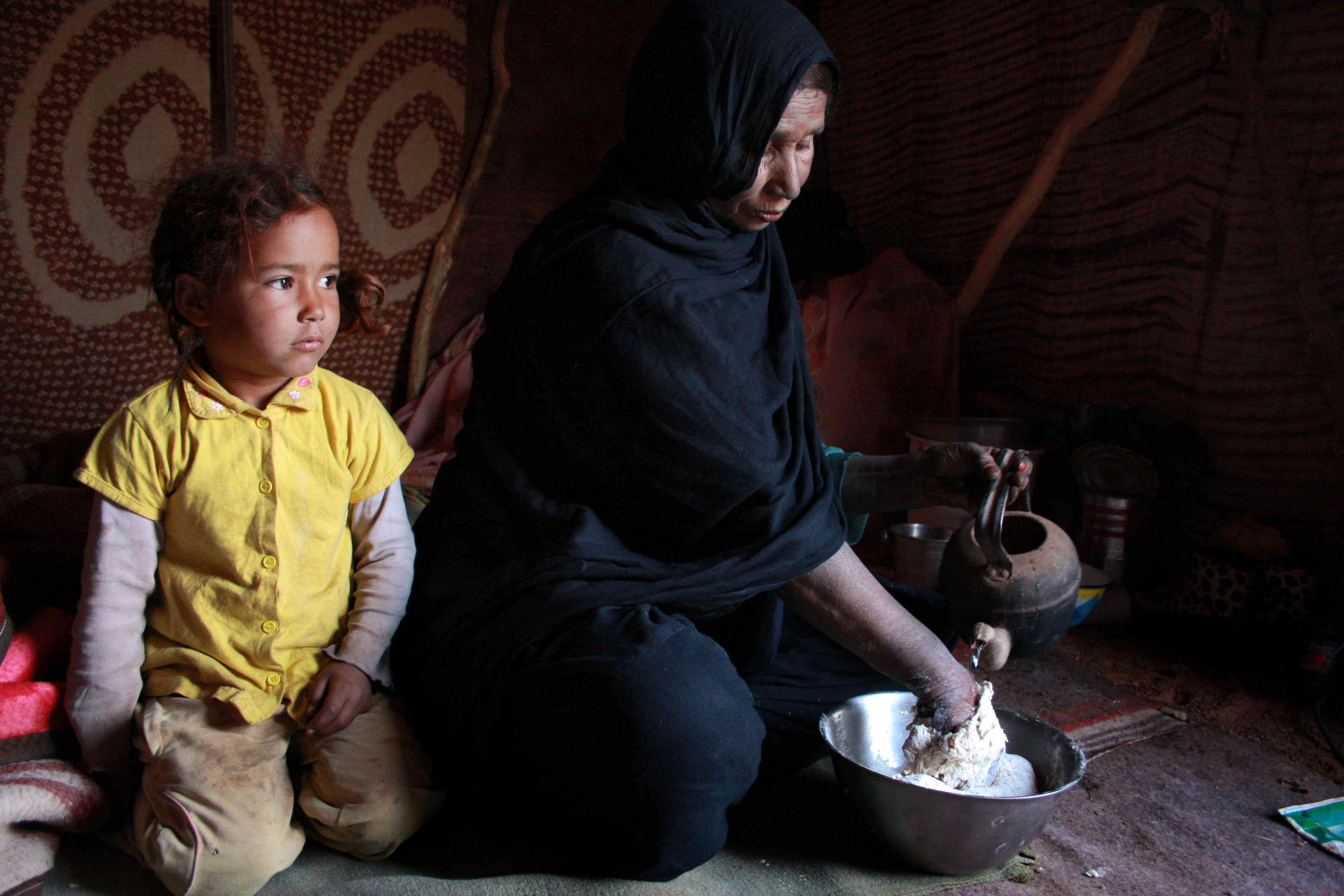
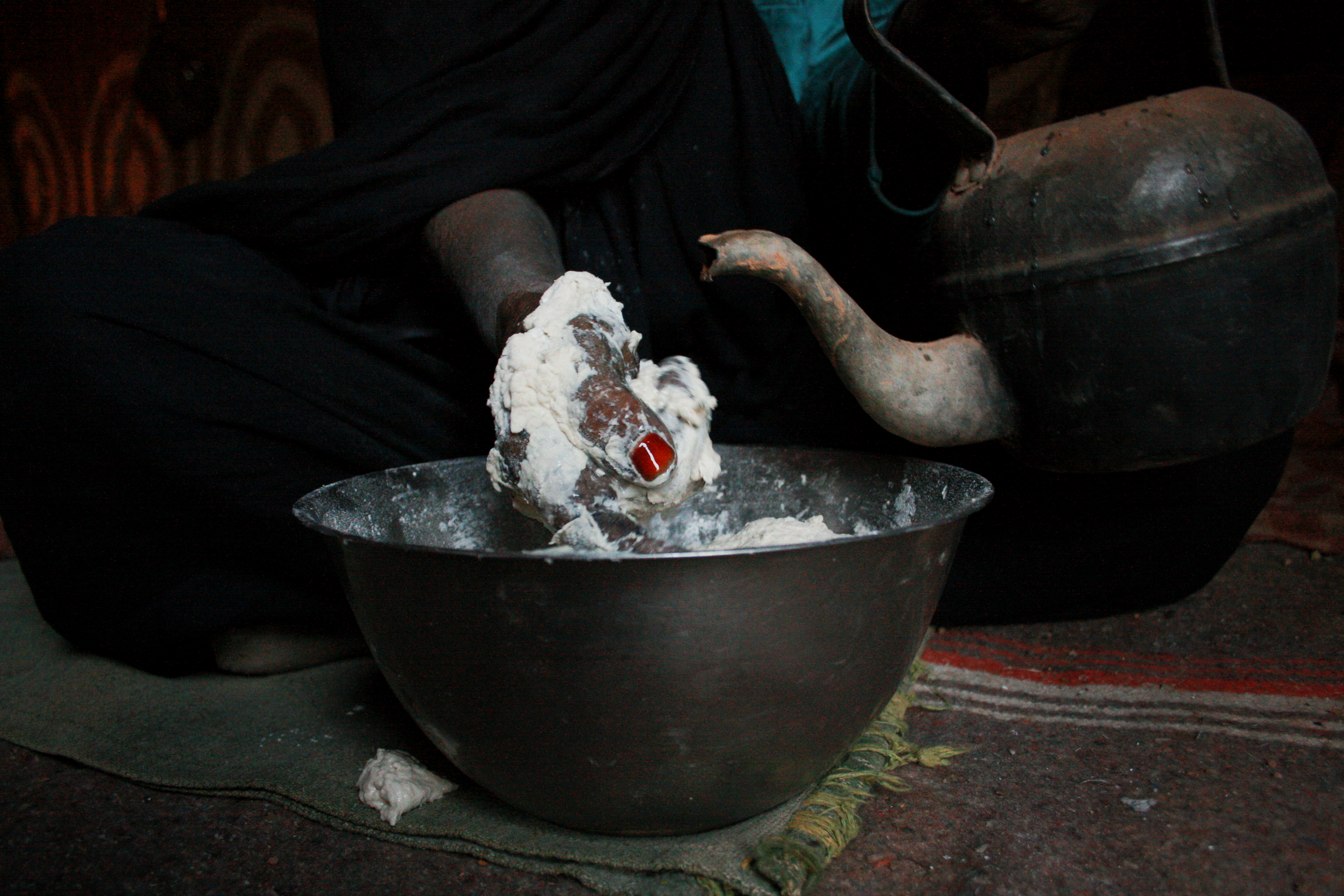
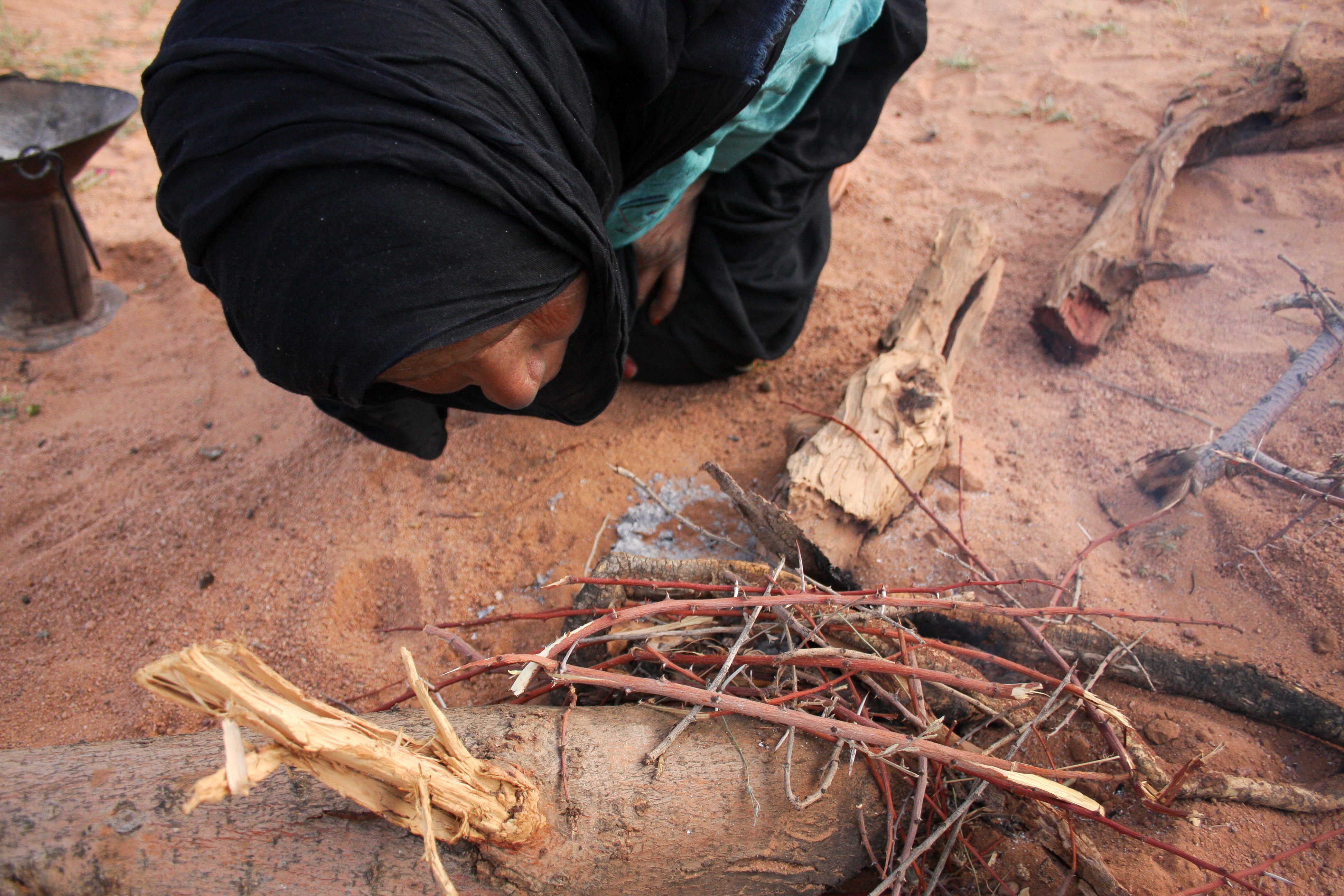
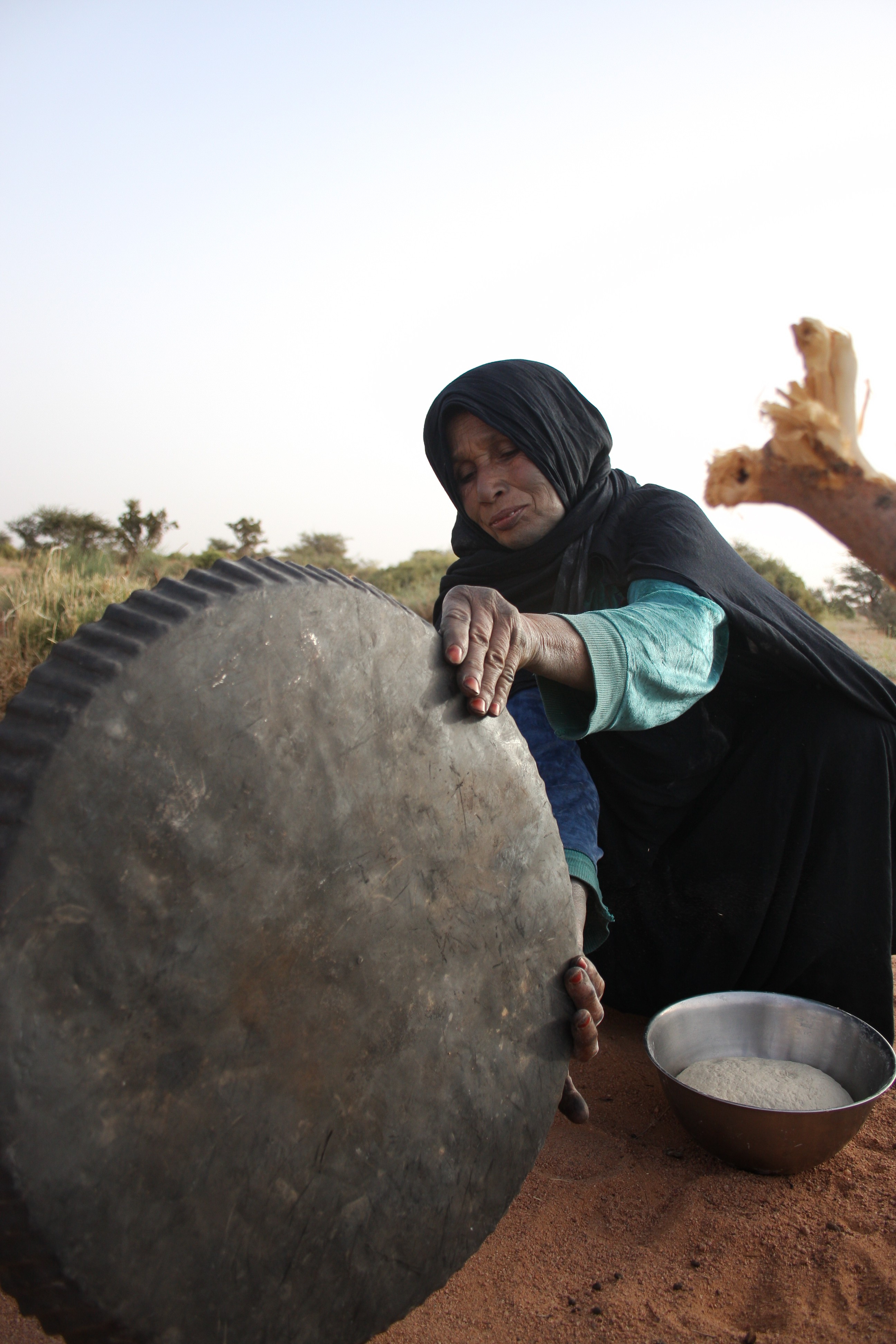
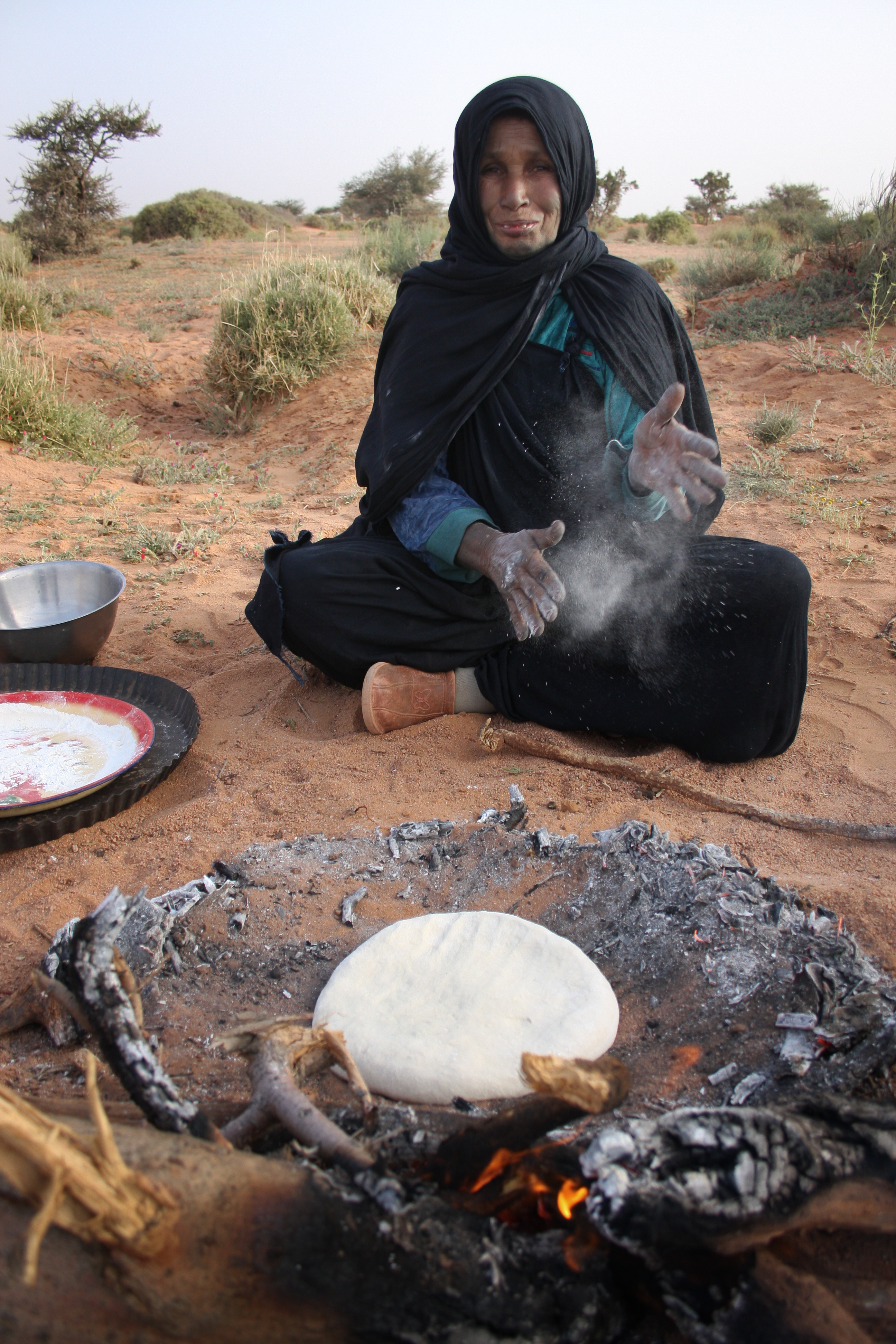

## Напитки

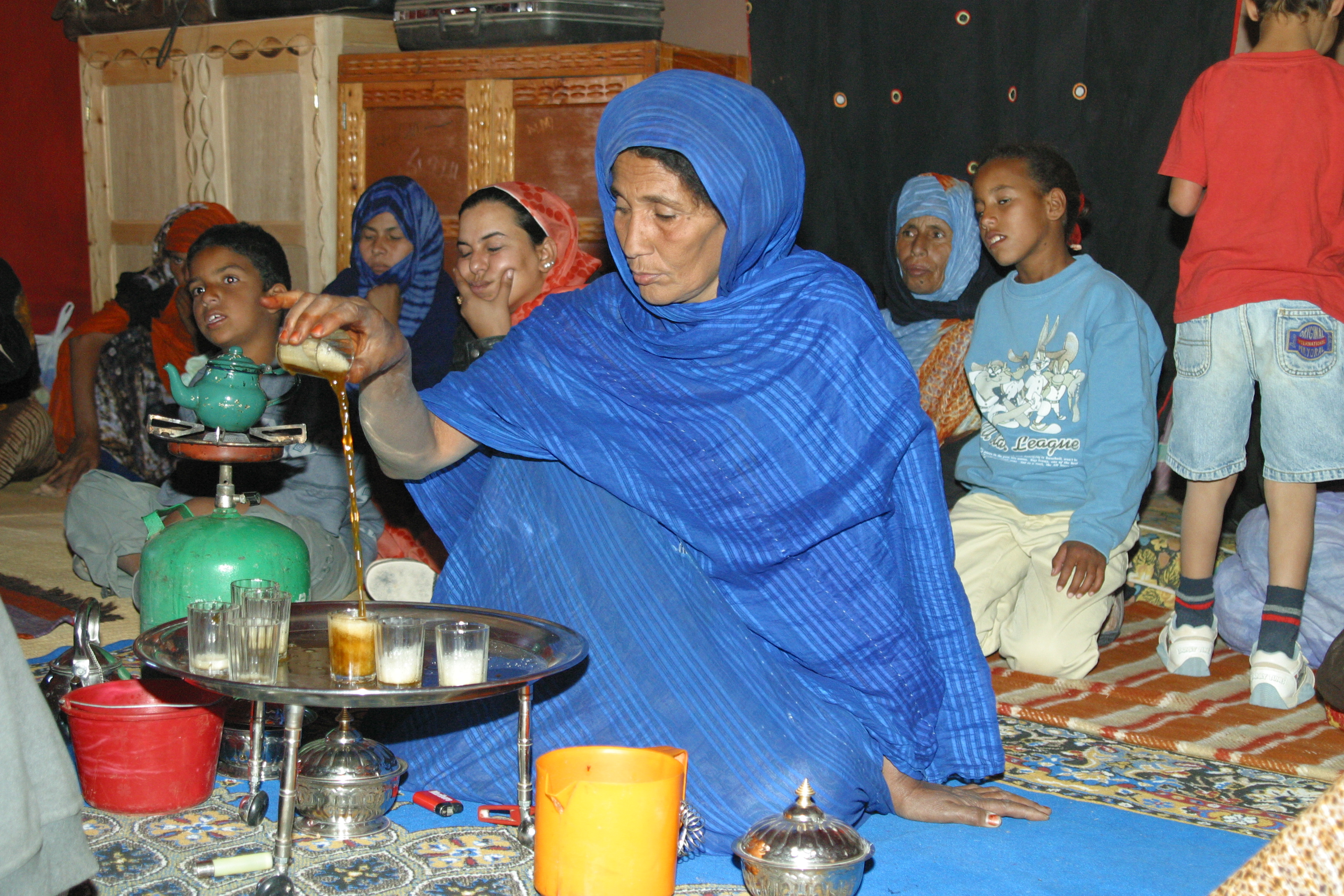
Сахарский чай

- Чай. Для сахарцев он больше, чем просто напиток. Это способ встретиться с друзьями и семьей, чтобы поделиться моментами разговора и дружбы. Обычно следует ритуал, в котором берутся три сосуда. В связи с этим есть популярный комментарий: «Первый стакан чая горький, как жизнь, второй стакан сладкий, как любовь, а третий мягкий, как смерть»[2].

- Верблюжье молоко[8], полученное исключительно из одногорбых верблюдов.
- Козье молоко[9].